# Kozlovice (district de Plzeň-Sud)
Pour les articles homonymes, voir Kozlovice.
Kozlovice (en allemand : Koslowitz) est une commune du district de Plzeň-Sud, dans la région de Plzeň, en République tchèque. Sa population s'élevait à 96 habitants en 2022.

## Géographie
Kozlovice se trouve à 3 km au sud du centre de Nepomuk, à 34 km au sud-sud-est de Plzeň et à 92 km au sud-ouest de Prague.
La commune est limitée par Nepomuk au nord, par Mileč à l'est, par Kramolín et Polánka au sud, et par Neurazy à l'ouest.

## Histoire
La première mention écrite de la localité date de 1551.

## Transports
Par la route, Kozlovice se trouve à 3 km de Nepomuk, à 38 km de Plzeň et à 111 km de Prague.